# ألفا روميو آرنا
ألفا روميو آرنا (بالإنجليزية: Alfa Romeo Arna)هي سيارة ثانوية تم إنتاجها من قبل شركة ألفا روميو للسيارات الإيطالية.